# Domenico Consolini

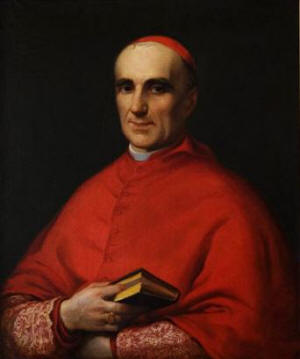
Domenico Kardinal Consolini (unbekannter Maler, nach 1865)

Domenico Antonio Luigi Pacifico Nicola Baldassare Consolini (* 7. Juni 1806 in Senigallia; † 20. Dezember 1884 in Rom) war Kurienkardinal.

## Leben
Domenico Consolini wurde als vierter Sohn des Marchese Tommaso Consolini und seiner Frau Angela Grapelli geboren. Er studierte bis 1832 zunächst in Senigallia und dann in Rom. Vermutlich empfing er um diese Zeit auch die niederen Weihen, möglicherweise auch die Subdiakonen- und Diakonenweihe. Die Priester- bzw. Bischofsweihe hat er aber nie empfangen. Im Dezember 1832 begann er dann als Hausprälat Seiner Heiligkeit seine Karriere an der Kurie. Unter Papst Gregor XVI. bekleidete er verschiedene Ämter am Apostolischen Gericht und war auch als Legat tätig. Nachdem er von Gregors Nachfolger Pius IX. 1846 als Vermittler nach Perugia geschickt wurde, arbeitete er ab 1850 als Vizepräsident im Staatssekretariat.
Pius IX. kreierte Consolini im Konsistorium vom 22. Juni 1866 zum Kardinal und ernannte ihn am 25. d. M. zum Kardinaldiakon von Santa Maria in Domnica. Er wurde Mitglied der Kongregation De Propaganda Fide und nahm am Ersten Vatikanischen Konzil teil. Nach seiner Teilnahme am Konklave von 1878 wurde er von Leo XIII. zum Erzkanzler der Römischen Universität ernannt. 1884 wurde er als dienstältester Kardinaldiakon Kardinalprotodiakon. Ab dem 24. März 1884 war Consolini für neun Monate Kardinalkämmerer, ehe er im Alter von 78 Jahren starb.